# Канлія
Канлія (рум. Canlia) — село у повіті Констанца в Румунії. Входить до складу комуни Ліпніца.
Село розташоване на відстані 119 км на схід від Бухареста, 88 км на захід від Констанци, 149 км на південь від Галаца.

## Населення
За даними перепису населення 2002 року у селі проживали 703 особи, з них 700 осіб (99,6%) румунів. Рідною мовою 700 осіб (99,6%) назвали румунську.